# Șiret de pantof

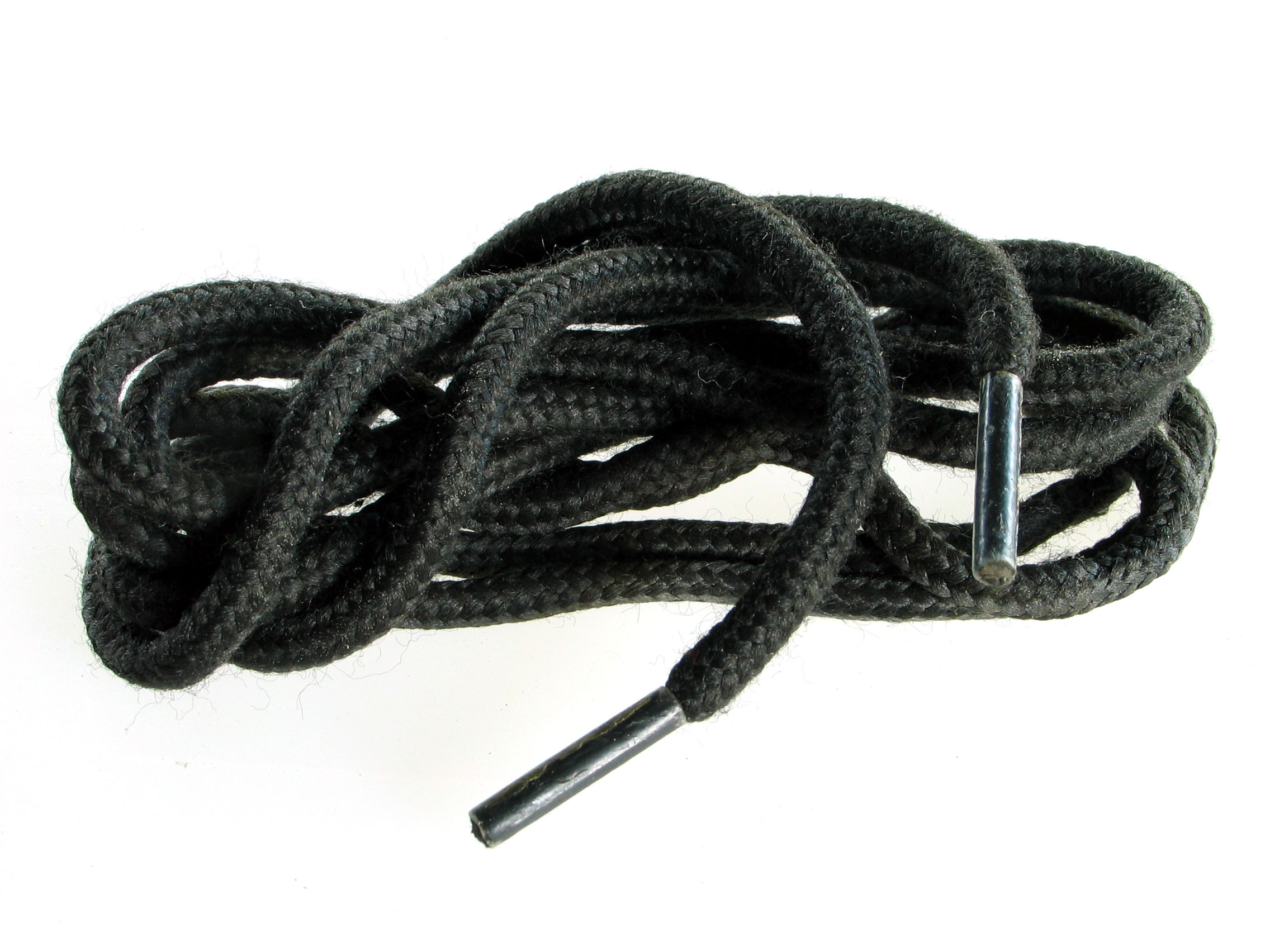
Șireturi negre de pantofi

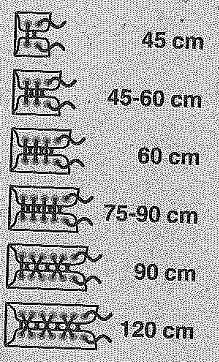
cum se calculează lungimea șireturilor de pantofi

Șireturile  reprezintă un sistem utilizat frecvent pentru a asigura strângerea pantofilor, cizmelor și a alor obiecte de încălțăminte. Ele de obicei constau dintr-o pereche de șnururi, câte unul pentru fiecare pantof, terminate la ambele capete cu niște capete rigide numite eghileți. Fiecare șiret trece, de obicei, printr-o serie de găuri, ochiuri, bucle sau cârlige situate pe fiecare parte a pantofului. Slăbirea șiretului permite pantofului să se deschidă suficient de larg pentru ca piciorul să fie introdus sau scos din pantof. Restrângerea șiretului și legarea celor două capete fixează piciorul în pantof.

### Lungimea optimă a șireturilor
Lungimea corectă a unui șiret montat la un pantof variază în funcție de tipul de șiret utilizate, precum și tipul de pantof. Cu toate acestea, următorul tabel orientativ poate fi folosit:
| Numărul de găuri | Lungimea în cm |
| ---------------- | -------------- |
| 2                | 45             |
| 3                | 65             |
| 4                | 75-85          |
| 5                | 85-90          |
| 6                | 100            |
| 7                |                |
| 8                | 120            |
| 9                |                |
| 10               | 130            |
| 11               |                |
| 12               | 150            |
| 13               |                |
| 14               | 180            |
| 15               |                |
| 16               | 200            |